# Burajza
Burajza (arab. بريزة) – wieś w Syrii, w muhafazie Hama. W 2004 roku liczyła 196 mieszkańców.